# White (chanson)
Pour les articles homonymes, voir White.
Singles de KAT-TUN
Ultimate wheels
(2011) Run For You
(2011)
White est le 15esingle du groupe KAT-TUN sorti sous le label J-One Records le 18 mai 2011 au Japon. Il arrive 1er à l'Oricon. Il se vend à 150 944 exemplaires la première semaine et reste classé 10 semaines pour un total de 174 332 exemplaires vendus. Il sort en format CD, CD+DVD et CD First Press.
White a été utilisé comme thème musical pour la publicité Sofina Otona no Bishiro et PERFECT a été utilisé comme thème musical pour la publicité AOKI 3D Slim. White se trouve sur l'album Chain.

## Liste des titres
| 1. | White                      | Eco                  | Shusui, DAICHI                    | 4:20 |
| 2. | PERFECT                    | Eco                  | Kosuke Morimoto                   | 4:32 |
| 3. | SILENCE                    | Sean-D               | David Fremberg                    | 3:52 |
| 4. | White (Original Karaoke)   | Laika Leon, Jane Doe | Andreas Johansson, Anderz Wrethov | 4:20 |
| 5. | PERFECT (Original Karaoke) | Eco                  | Kosuke Morimoto                   | 4:32 |
| 6. | SILENCE (Original Karaoke) | Sean-D               | David Fremberg                    | 3:50 |

| 1. | White                                      | Eco                  | Shusui, DAICHI                                         | 4:20 |
| 2. | PERFECT                                    | Eco                  | Kosuke Morimoto                                        | 4:32 |
| 3. | Yuki no Hana (勇気の花)                    | Sean-D               | Anthony KRUNCHIE Bamgboye, Harry Wilkins, Ricky Hanley | 3:46 |
| 4. | White (Original Karaoke)                   | Laika Leon, Jane Doe | Andreas Johansson, Anderz Wrethov                      | 4:20 |
| 5. | PERFECT (Original Karaoke)                 | Eco                  | Kosuke Morimoto                                        | 4:32 |
| 6. | Yuki no Hana (Original Karaoke) (勇気の花) | Sean-D               | Anthony KRUNCHIE Bamgboye, Harry Wilkins, Ricky Hanley | 3:44 |

| 1. | White   | Eco | Shusui, DAICHI  | 4:20 |
| 2. | PERFECT | Eco | Kosuke Morimoto | 4:32 |

| 1. | White (PV+Making of) |  |